# 達雅節
達雅節（Gawai Dayak）是印度尼西亞與馬來西亞砂拉越、西加里曼丹省的達雅族群一年一度慶祝豐收並祈禱平安幸福的節日，嘉華(Gawai)這個詞意味著儀式或節日，故「達雅節」又稱為「嘉華節」。在連續好幾天的達雅豐收節期間，砂拉越到處彌漫著一股節慶氛圍。地方的學校多會申請補假，將假期延長為一個星期，好讓伊班裔的學生能隨家眷回到郊區的長屋，為接下來的傳統慶祝活動進行準備。 

## 歷史沿革

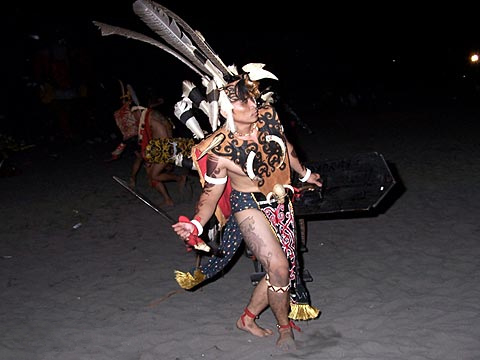
伊班人的達雅節

「達雅」一詞源自印尼加里曼丹原本是指所有原住民的統稱，涵蓋的馬來西亞原住民族群包括伊班、畢達友、加央、肯雅、加拉畢與姆律族（Iban, Bidayuh, Kayan, Kenyah, Kelabit, Murut）。這些族群一度是獵頭族，讓外籍商人聞風喪膽。獵頭已經成為歷史；現今的原住民最多在慶祝稻米豐收的節慶，斬掉雞畜的頭祭神而已。伊班族自 1915 年開始慶祝這個節日，卻直至1965年才被列為節慶假日。在這之前，英殖民政府只避重就輕地將6月1日列為“砂拉越日”，直到砂拉越獨立後，才被正名為達雅豐收節，也就是嘉華節。

## 準備工作

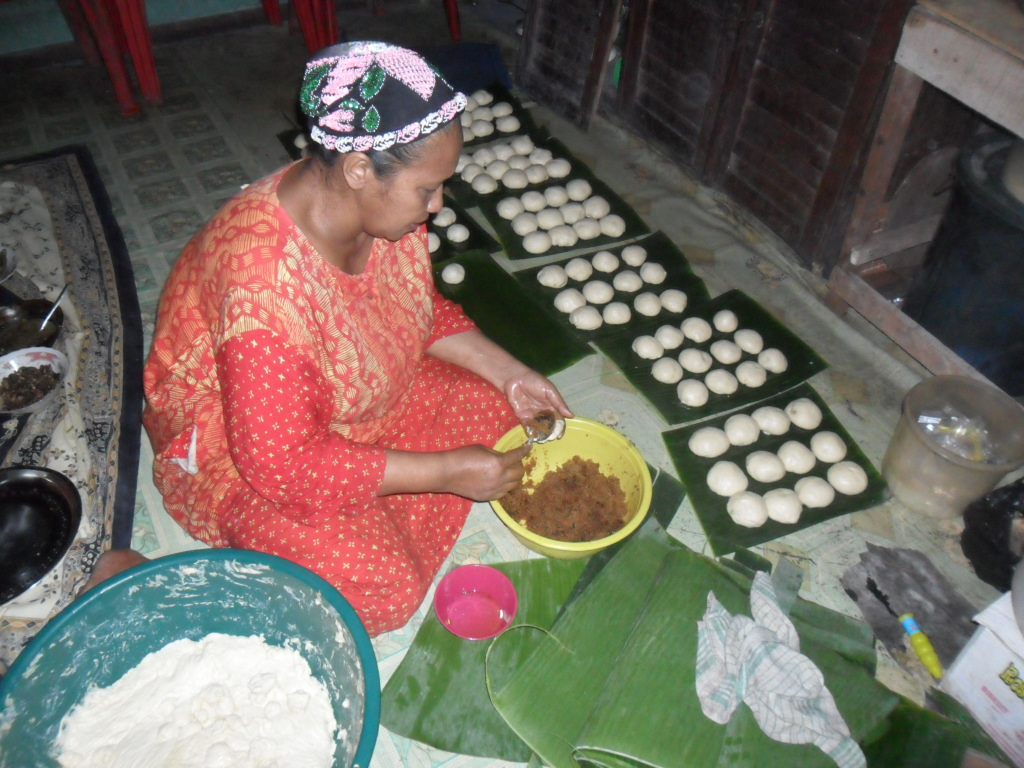
傳統美食Penganan

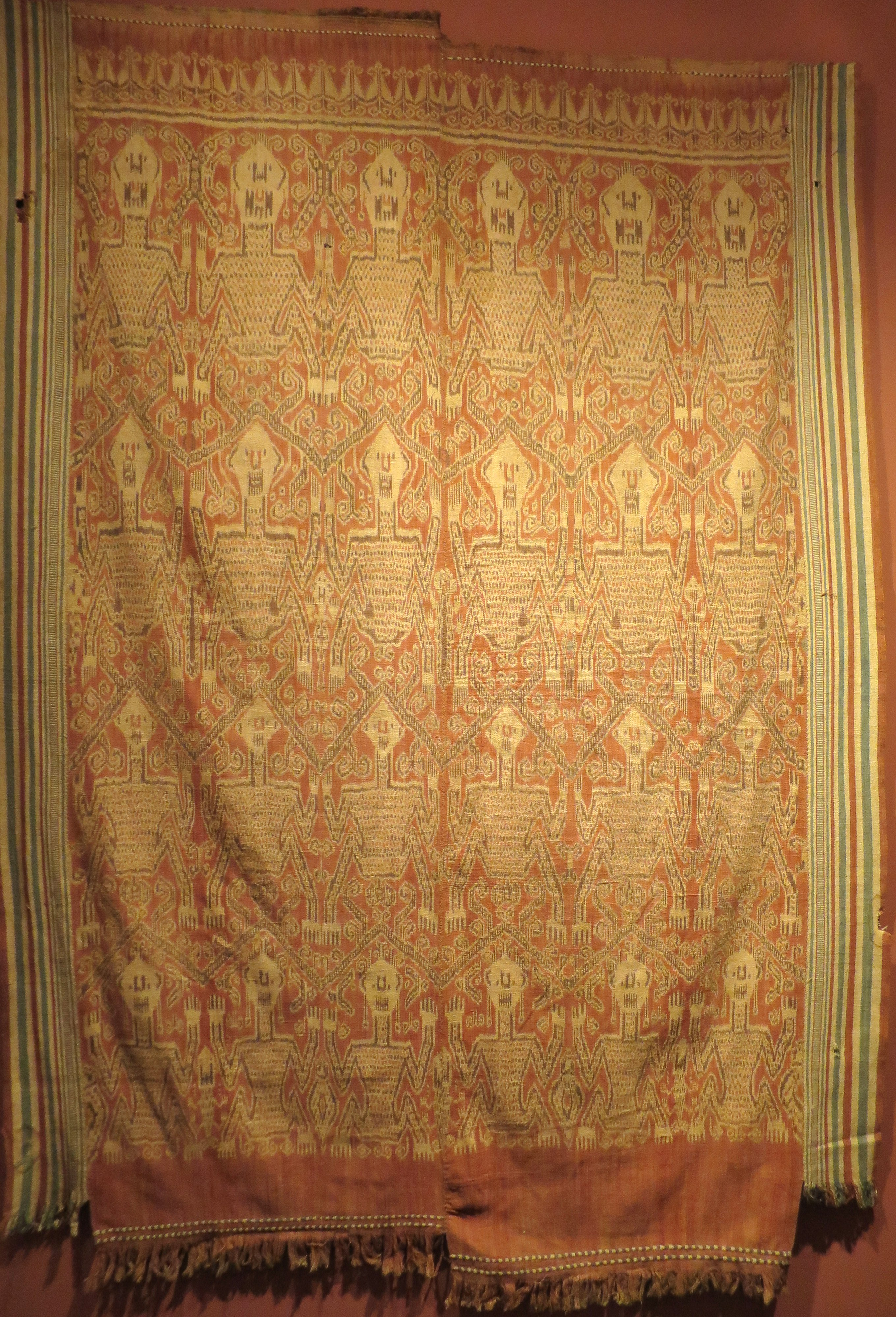
毯子

達雅節的準備工作很早就開始。要準備黃酒、傳統美食如米粉，糖和椰奶蛋糕，還有竹子烤糯米。
還要在長屋裡鋪設新的地毯，客房和牆壁也要用傳統的毯子裝飾。ruai（一個敞開的長廊貫穿整個長屋）。

## 慶祝活動
慶祝活動從5月31日晚上開始。 在伊班人的傳統長屋裡舉行，在儀式前，兩個孩子或男人會拖著籃子經過每個家庭的房間。 每個家庭都會把一些不需要的物品扔進籃子裡。這些物品將從長屋的盡頭扔到地上。
儀式開始時要舉行一個重要的謎令儀式(Miring)，儀式目的在於驅逐貪婪邪靈並擺脫貪婪的精神，此儀式通常不對外人開放。日落時分，主祭司殺雞祭神，感謝豐收之神，並祈求來年同樣豐收。過後，族人群聚晚宴，享用傳統佳餚包括竹筒飯及由椰汁製成的甜糕。午夜零時分，鑼聲響起，是迎接友善神明的儀式“Ngalu Petara＂。之後，主祭司舉起傳統釀制的Tuak米酒，祈願長壽、健康和繁榮。節慶由此進入狂歡狀態，伊班人會跳起豐收舞、唱詩歌，還會有遊行來迎接靈魂。人們將聚集在社區中心或餐廳，讓這個夜晚充滿活力。 
6月1日，第二天舉行的活動包括鬥雞，吹管技巧示範和傳統舞蹈比賽。 在這一天，伊班人的家園將向遊客開放，每一棟長屋都必定會以一種奇烈的自釀米酒來招呼到訪的遊客。 在長屋裡 ，有一種特殊的做法，客人在進入長屋之前可能會被主人拖拽 。 信仰天主教的伊班人將參加教會彌撒，感謝神的豐收。達雅節慶祝活動可能持續數日。 在節日期間，遊客最歡迎來到達雅族群的家園。

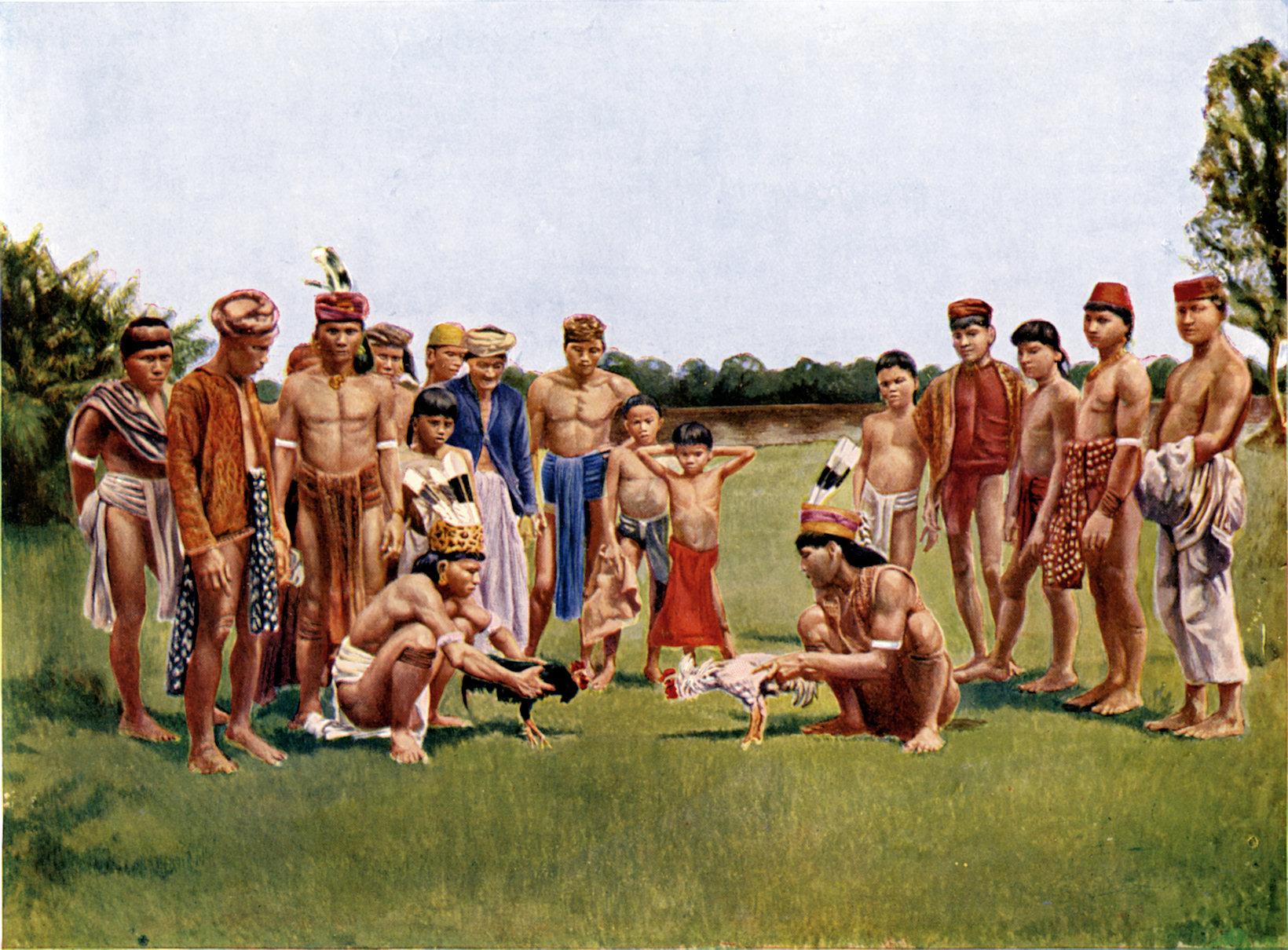
鬥雞